# Глаза Лоры Марс
«Глаза Лоры Марс» (англ. Eyes of Laura Mars) — американский триллер 1978 года режиссёра Ирвина Кершнера. В главных ролях снялись Фэй Данауэй и Томми Ли Джонс.

## Сюжет
Лора Марс — успешный молодой нью-йоркский фотограф, известная своими скандальными постановочными снимками, изображающими убийства. Неожиданно её начинают посещать странные видения, в которых она наблюдает смерть своих друзей глазами убийцы. Лаура вместе с полицейским детективом Джоном Невилом пытается понять увиденное и предотвратить убийства. Всё осложняется тем, что следующей жертвой должна стать она сама…

## В ролях
- Фэй Данауэй — Лора Марс
- Томми Ли Джонс — Джон Невилл
- Брэд Дуриф — Томми Ладлоу
- Рене Обержонуа — Дональд Фелпс
- Рауль Хулиа — Майкл Рэйслер
- Фрэнк Адонис — Сел Вулп
- Лиза Тейлор — Мишель
- Дарлэнн Флюгел — Лулу
- Роуз Грегорио — Элайн Кассель
- Митчел Эдмондс — репортёр
- Мег Манди — Дорис Спенсер

## Награды и номинации

### Награды
- 1979 Сатурн
  - Лучший костюм (Тиони В. Олдридж)

### Номинации
- 1979 Сатурн
  - Лучший грим (Ли Хармен, Винсент Кэллэхен, Линн Донехью)